# أيض جرياني
الأيض الجرياني، ويعرف أيضا بأيض النظام البيئي المائي في البحيرات، يمكن أن يعبر عنه بكونه صافي إنتاجية النظام البيئي (NEP), والفرق بين الإنتاجية الإجمالية الأولية (GPP) والتنفس في النظام البيئي (ER). وكنظير للأيض في الكائن الحي الواحد؛ فإن الأيض الجرياني يمثل كيفية تكوين الطاقة (الإنتاج الأولي) واستخدامها (التنفس) في النظام البيئي المائي.